# Ropica ghesquierei
Ropica ghesquierei är en skalbaggsart som beskrevs av Stefan von Breuning 1948. Ropica ghesquierei ingår i släktet Ropica och familjen långhorningar. Inga underarter finns listade i Catalogue of Life.